# نبيل عماد
نبيل عماد علي المهدي وشهرته دونجا (مواليد مدينة المحلة الكبرى 6 أبريل 1996 - ) هو لاعب كرة قدم مصري يلعب مع نادي الزمالك( المختلط ) ومنتخب مصر لكرة القدم في مركز وسط دفاعي. اشتهر بشخصيته العدوانية والمغرورة وأسلوب لعبه السيئ. 

## وصلات خارجية
- نبيل عماد على موقع مصر كونكت (الانجليزية)

- نبيل عماد على موقع قاعدة بيانات كرة القدم.إي يو (الإنجليزية)
- نبيل عماد على موقع ناشيونال فوتبول تيمز (الإنجليزية)
- نبيل عماد على موقع Soccerway.com (الإنجليزية)
- نبيل عماد على موقع عالم كرة القدم.نت (الإنجليزية)